# Thomas Schwab
Thomas Schwab (ur. 20 kwietnia 1962 w Berchtesgaden) – niemiecki saneczkarz reprezentujący też RFN, medalista igrzysk olimpijskich i mistrzostw świata, mistrz Europy oraz zwycięzca Pucharu Świata.

## Kariera
Pierwszy sukces odniósł w sezonie 1982/1983, kiedy w parze z Wolfgangiem Staudingerem zajął trzecie miejsce w klasyfikacji generalnej Pucharu Świata w dwójkach. Trzy lata później zajęli drugie miejsce, a w sezonie 1986/1987 zdobyli Kryształową Kulę. W 1987 roku zdobył brązowy medal w dwójkach na mistrzostwach świata w Innsbrucku, a rok później wywalczył złote medale w dwójkach i zawodach drużynowych podczas mistrzostw Europy w Königssee. W tym samym roku wystartował na igrzyskach olimpijskich w Calgary, zdobywając brązowy medal. Brał również udział w igrzyskach w Sarajewie cztery lata wcześniej, kończąc rywalizację w dwójkach na ósmej pozycji.
W latach 1994–2008 był trenerem niemieckiej kadry saneczkarzy. Po jego wodzą Niemcy i Niemki wywalczyli 129 medali igrzysk olimpijskich, mistrzostw świata i Europy. W lutym 2008 roku został sekretarzem generalnym i dyrektorem sportowym Niemieckiej Federacji Bobslejowej i Saneczkarskiej. Jego następcą na stanowisku trenera saneczkarzy został Norbert Loch, ojciec Felixa Locha.

## Osiągnięcia

### Igrzyska olimpijskie
| Rok  | Miejsce  | Dwójki |
| ---- | -------- | ------ |
| 1984 | Sarajewo | 8.     |
| 1988 | Calgary  | 3.     |

### Puchar Świata

#### Miejsca na podium w klasyfikacji generalnej
| Sezon     | Miejsce |
| --------- | ------- |
| 1982/1983 | 3.      |
| 1985/1986 | 2.      |
| 1986/1987 | 1.      |